# Francisco Cabarrús
Francisco Cabarrús Lalanne (Bayona, 8 de octubre de 1752-Sevilla, 27 de abril de 1810), I conde de Cabarrús, vizconde de Rambouillet, fue un financiero y alto funcionario español de origen francés. 

## Biografía
Hijo de Dominique Cabarrús Fourcade y Marie-Anne Lalanne, propietarios de una casa de comercio en la ciudad vascofrancesa de Bayona. Cuando tenía 18 años su padre lo envió a España (primero al País Vasco español, luego a Zaragoza y finalmente a Valencia) para que completase su formación como negociante. En Valencia se asentó en casa de un comerciante francés y se casó con la hija de su anfitrión, Antonia Galabert Casanova; al no realizar el trámite de pedir permiso para ese acto civil en Francia, quedó obligado a desarrollar su carrera en España, y el matrimonio se estableció en Carabanchel Alto (Madrid). De este matrimonio nacieron Teresa Cabarrús y Domingo Cabarrús Galabert.

### Un financiero ilustrado
Sus cualidades para las finanzas y su visión ilustrada de la sociedad le granjearon la amistad de Gaspar Melchor de Jovellanos y de los condes de Campomanes, Floridablanca y Aranda.
A Cabarrús se debió la idea de emitir vales reales para hacer frente a los cuantiosos gastos de la guerra con el Reino Unido (1779-1783) relacionada con la independencia de los Estados Unidos, para lo cual se asoció con el banquero vascofrancés afincado en España Jean Drouilhet, con Miguel de Múzquiz y con otros financieros europeos y, en 1782 ideó el proyecto de creación del Banco de San Carlos, primer banco nacional español, que emitió el primer papel moneda impreso en el reino, los llamados vales reales. En 1789 Carlos IV le otorgó el título de conde de Cabarrús.
Creó asimismo la Real Compañía de Filipinas e inició el canal de Cabarrús (hoy en día Canal de Isabel II). Se interesó también en varios proyectos para la apertura de canales de navegación, que nunca se completaron. Uno de ellos fue el canal del Guadarrama, con la pretensión de abrir una vía navegable desde Madrid hasta el Atlántico, vía la conexión con el Guadalquivir. Igualmente se interesó por hacer navegable el río Llobregat en Barcelona y así dar impulso a la zona, siguiendo los buenos resultados obtenidos en Francia con el canal del Languedoc.
Su carrera se vio alterada por la enemistad con importantes personajes políticos. Cuestionado por sus ideas y por un supuesto fraude, fue encarcelado en 1790. Dos años más tarde, cuando recobró la libertad, volvió a ocupar altos cargos durante el reinado de Carlos IV.

### Unafrancesadodurante la Guerra de la Independencia

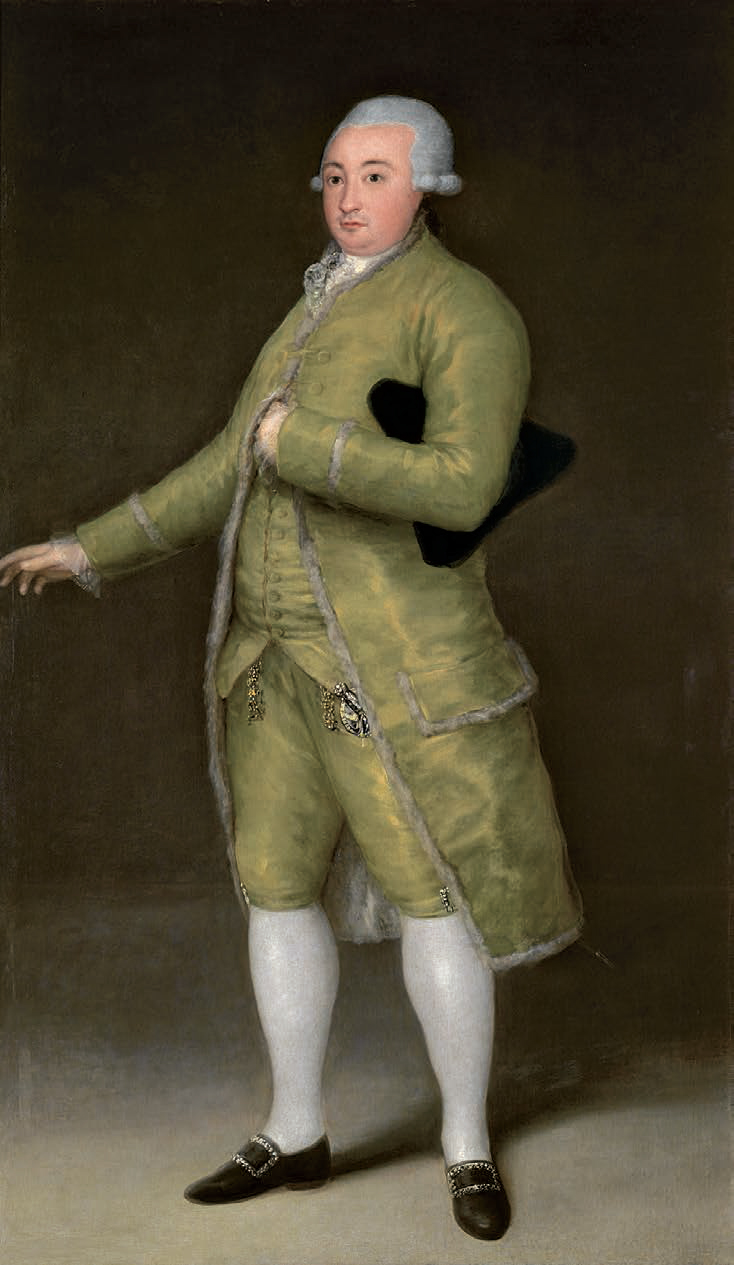
Retrato de Cabarrús en 1788, por Francisco de Goya

En junio de 1808, pocas semanas después del inicio de la guerra de la Independencia contra Napoleón, Cabarrús fue detenido en Zaragoza junto a Gaspar Melchor de Jovellanos. Partidario del bando napoleónico, desde agosto de 1808 ejerció como superintendente general de la Real Hacienda del rey José Bonaparte, quien lo nombró en 1809 caballero Gran Banda de la Orden Real de España, máximo rango de la máxima condecoración que podía lucir un afrancesado. 
Murió en Sevilla en 1810 siendo ministro de Finanzas con José I Bonaparte; fue enterrado en la capilla de la Concepción de la catedral de Sevilla, en un panteón próximo al del conde de Floridablanca. En 1814, acabada la Guerra de la Independencia, su cadáver fue exhumado y precipitados sus huesos en la fosa común del Patio de los Naranjos, donde se enterraba a los reos de pena capital; según otras versiones, sus huesos fueron arrojados al Guadalquivir.

## Obras
- Memoria presentada a S. M. para la formación de un Banco Nacional, por mano del Excelentissimo Señor Conde de Floridablanca, su primer secretario de Estado, Madrid, 1781.
- Memoria sobre las rentas y créditos públicos (1783).
- Informe sobre el Montepío de Nobles de Madrid (1784).
- Elogio del excelentísimo señor conde de Gausa, que en junta general celebrada por la Real Sociedad de Amigos del País de Madrid en 24 de diciembre de 1785 leyó el socio D. Francisco Cabarrus, del Consejo de su Magestad en el Real de Hacienda. Publicado por acuerdo de la misma Sociedad, Madrid, 1786.
- Cartas sobre los obstáculos que la naturaleza, la opinión y las leyes oponen a la felicidad pública: escritas por el Conde de Cabarrús al sr. d. Gaspar de Jovellanos y precedidas de otra al Príncipe de la Paz (cinco cartas escritas en 1792, publicadas las tres primeras en Vitoria, imprenta de don Pedro Real, 1808, junto a la del Príncipe de la Paz de 1795; las cinco en Madrid, imprenta de Collado, 1813, más la Carta al Príncipe de la Paz de 1795), muy reimpresas.
- Carta al excelentísimo señor Príncipe de la Paz (1795).
- Memoria sobre la unión del comercio de la América con la Asia, leída en la junta general de la compañía de Caracas, de 3 de Julio de 1784.
- Memoria sobre los pesos, leída en la junta de la Dirección del Banco Nacional de San Carlos
- Elogio de Carlos III, rey de España y de las Indias, leído en la junta general de la Real Sociedad Económica de Madrid, de 25 de julio de 1789.
- Memoria para la extinción de la Deuda Nacional y el arreglo de contribuciones, Madrid 1808.